# Over 5 jaar
Over 5 jaar is een programma  op Eén van VRT NWS waarin Wim De Vilder een aantal gesprekken voert met toonaangevende bekende Vlamingen.
Centraal daarbij zijn de interviews met de praatgasten die vijf jaar eerder gemaakt zijn over hoe de wereld er in de toekomst zou uitzien. Wim De Vilder confronteert hen met hun voorspellingen aan de hand van fragmenten uit deze interviews, die al die jaren in een kluis bewaard werden.

## Afleveringen

### Seizoen 1 (2016)
Eind 2010 vroeg Wim De Vilder aan Goedele Liekens, Alexander De Croo, Wouter Vandenhaute, Marleen Temmerman, Jef Vermassen, Rudi Vranckx en Monseigneur Léonard hoe de wereld er volgens hen vijf jaar later zou uitzien.
In januari 2016 keek hij samen met zes van hen terug op de uitspraken en voorspellingen die zij vijf jaar eerder gedaan hadden. Monseigneur Léonard was er niet meer bij na zijn beslissing om zich volledig uit het openbare leven terug te trekken.
| Afl. | Uitzenddatum    | Kijkcijfers |
| ---- | --------------- | ----------- |
| 1    | 6 januari 2016  | 1.007.394   |
| 2    | 13 januari 2016 | 756.263     |
| 3    | 20 januari 2016 | 629.441     |

### Seizoen 2 (2020)
In 2015 sprak Wim De Vilder met Gert Verhulst, Meyrem Almaci, Ruben Van Gucht, Lieven Scheire, Dominique Leroy, Liesbeth Homans, Michael Van Peel, Dirk De Wachter en Sihame El Kaouakibi.
In november 2020 ontving hij hen in 't Groen Kwartier in Antwerpen om hen te confronteren met hun voorspellingen.
| Afl. | Uitzenddatum     | Kijkcijfers |
| ---- | ---------------- | ----------- |
| 1    | 11 november 2020 | 980.870     |
| 2    | 19 november 2020 | 608.575     |
| 3    | 25 november 2020 | 642.956     |